# Wohnungsrecht
Wohnungsrecht ist in Deutschland das subjektive Recht, ein Gebäude oder einen Teil eines Gebäudes unter Ausschluss des Eigentümers als Wohnung zu benutzen.

## Dingliches oder schuldrechtliches Wohnungsrecht
Das dingliche Wohnungsrecht ist eine besondere Form der beschränkten persönlichen Dienstbarkeit nach § 1093 BGB.
Denkbar ist auch ein nur schuldrechtlich wirkendes Wohnungsrecht, das dann aber nicht grundbuchlich abgesichert ist. Die nachfolgenden Ausführungen beziehen sich auf das Wohnungsrecht nach § 1093 BGB (dingliches Wohnungsrecht).

## Inhalt
Auf das Wohnungsrecht finden die Vorschriften über den Nießbrauch weitgehend Anwendung. Das Wohnungsrecht kann sich regelmäßig nur auf Gebäude oder Gebäudeteile zur Wohnnutzung beziehen. Allerdings kann das Benutzungsrecht auf nicht zu Wohnzwecken bestimmte Gebäude (etwa eine Garage) oder Räume (etwa einen Keller) und auch unbebaute Grundstückssteile (etwa einen Garten) erstreckt werden, wenn deren Benutzung im Rahmen des Hauptzwecks „Wohnen“ erfolgen soll. Ist eine andere Nutzung als Wohnen als Hauptzweck erwünscht, kann dies nur durch eine beschränkte persönliche Dienstbarkeit nach § 1090 BGB ermöglicht werden. Das Wohnungsrecht ist regelmäßig auf die Lebenszeit des Berechtigten beschränkt. Es ist nicht übertragbar; die Ausübung kann jedoch Dritten überlassen werden, wenn dies gestattet ist (§ 1092 Abs. 1 BGB).

## Mitbenutzungsdienstbarkeit
Ist das Recht auf einen Teil des Gebäudes – insbesondere also eine Wohnung – beschränkt, so kann der Berechtigte die zum gemeinschaftlichen Gebrauch der Bewohner bestimmten Anlagen und Einrichtungen – also beispielsweise Waschküche, Trockenraum, Hausgarten, Garage – mitbenutzen.

## Aufnahmerecht
Der Berechtigte eines Wohnungsrechts ist befugt, seine Familie sowie die zur standesmäßigen Bedienung und zur Pflege erforderlichen Personen in die Wohnung aufzunehmen. Nach der Rechtsprechung des Bundesgerichtshofs kann der Wohnungsberechtigte auch seinen nichtehelichen Lebensgefährten aufnehmen.

## Besichtigungsrecht
Die gesetzliche Regelung sieht kein Besichtigungsrecht für den Eigentümer vor. Wenn ein solches Recht gewünscht wird, muss es besonders vereinbart werden.

## Lastentragung
Der Wohnungsberechtigte trägt nach dem Gesetz die gewöhnlichen Erhaltungs-, Reparatur- und privaten Kosten sowie die laufenden öffentlichen Kosten (Wasser, Müll, Licht, Heizung etc.).
Der Eigentümer trägt die Kosten für außergewöhnliche Ausbesserungen, ist aber nicht verpflichtet, außergewöhnliche Ausbesserungen vornehmen zu lassen (z. B. Neueindeckung des Daches).

## Wohnungsrechtsvermächtnis
Der Eigentümer kann in einer Verfügung von Todes wegen den Erben mit einem Wohnungsrechtsvermächtnis beschweren. Dem Vermächtnisnehmer wird dann ein Wohnungsrecht zugewandt, das sich gegen den Erben richtet, der das Haus oder die Wohnung als neuer Eigentümer vom Erblasser erwirbt.

## Abgrenzung zum Dauerwohnrecht
Das hier beschriebene unveräußerliche und unvererbliche Wohnungsrecht nach dem § 1093 BGB ist nicht zu verwechseln mit dem Dauer-Wohnrecht nach §§ 31 ff. Wohnungseigentumsgesetz.

## Konsolidation
Konsolidation tritt ein, wenn der Wohnungsberechtigte das Eigentum am mit Wohnungsrecht belasteten Grundstück erwirbt; allerdings erlischt gemäß § 894 BGB das Wohnungsrecht nicht.